# Mark Ivanir
Mark Ivanir, né le 6 septembre 1968 à Tchernivtsi en actuelle Ukraine, est un acteur israélien, originaire d'Ukraine, connu notamment pour son apparition dans le film La Liste de Schindler en 1993 et dans la série Away en 2020,,,,.

## Biographie
Il est né le 6 septembre 1968 à Chernovtsi en Ukraine (à l'époque URSS), son père est professeur d'anglais et sa mère professeur d'allemand. En 1972, sa famille déménage en Israël. Il a tourné son premier film en 1988 et est devenu acteur professionnel en 2001.

## Filmographie

### Cinéma[7]
| Année | Titre                                             | Rôle                                     |
| ----- | ------------------------------------------------- | ---------------------------------------- |
| 1988  | L'Aigle de fer 2                                  | Mikhail Balyonev                         |
| 1989  | Berlin-Yerushalaim                                | Dov Ben Gelman                           |
| 1991  | Delta force 3                                     | Pietre Ivanovich                         |
| 1993  | La Liste de Schindler                             | Marcel Goldberg                          |
| 2000  | Les Larmes d'un homme                             | vendeur de vêtements                     |
| 2001  | Hollywood Palms                                   | Russian Mover                            |
| 2003  | Ish HaHashmal                                     | Avraham Rutenberg                        |
| 2003  | Marines                                           | Dmitri Kirilenko                         |
| 2004  | Le Terminal                                       | Conducteur de taxi - Goran               |
| 2005  | Quand est-ce-que nous mangeons ?                  | Rafi                                     |
| 2005  | Mr. et Mrs. Smith                                 | Patron - Dive Bar                        |
| 2005  | Le Sang du diamant                                | Docteur Joseph                           |
| 2006  | Un seul deviendra invincible : Dernier Round      | Gaga                                     |
| 2006  | Raisons d'État                                    | Valentin Mironov #2                      |
| 2007  | The Hunting Party                                 | Boris                                    |
| 2008  | Panique à Hollywood                               | Johnny                                   |
| 2008  | Max la Menace                                     | Russe dans la salle de bain              |
| 2010  | Jewish Connection                                 | Mendel Gold                              |
| 2010  | Un seul deviendra invincible : Rédemption         | Gaga                                     |
| 2010  | Le Voyage du directeur des ressources humaines    | Directeur des ressources humaines        |
| 2010  | Bunraku                                           | Eddie                                    |
| 2011  | 360                                               | Le patron                                |
| 2011  | Johnny English, le retour                         | Artem Karlenko - Un ancien espion du KGB |
| 2011  | Les Aventures de Tintin : Le Secret de La Licorne | Vétéran de la guerre en Afghanistan      |
| 2012  | Miracle en Alaska                                 | Dimitri                                  |
| 2012  | Le Quatrième Pouvoir                              | Aslan                                    |
| 2012  | Le Quatuor,                                       | Daniel Lerner                            |
| 2016  | The Man Who Was Thursday                          | Jack                                     |
| 2017  | Bye Bye Alemanha                                  | Holzmann                                 |
| 2018  | Otages à Entebbe                                  | Motta Gur                                |
| 2019  | Opération Brothers                                | Barack Isaacs                            |
| 2019  | Esau                                              | Jacob                                    |
| 2020  | Kajillionaire                                     | Stovik Mann                              |
| 2024  | Emilia Pérez                                      | Dr Wasserman                             |

### Télévision[14]
| Année       | Titre                            | Rôle                                 | Note               |  |
| ----------- | -------------------------------- | ------------------------------------ | ------------------ |  |
| 1995–1996   | Inyan Shel Zman                  | Doron                                | 7 épisodes         |  |
| 2001        | Walker, Texas Ranger             | Un mercenaire français               |                    |  |
| 2001        | JAG                              | Le capitaine Yoel                    |                    |  |
| 2003        | Monk                             | Edgar Heinz (le dresseur d'éléphant) | saison 2 épisode 4 |  |
| 2007        | Close to Home : Juste Cause      | Nikolai Shevchenko                   |                    |  |
| 2008        | The Cleaner                      | Gaza                                 | 2 épisodes         |  |
| 2009        | Dollhouse                        | Cyril                                |                    |  |
| 2009        | Les Experts : Miami              | Gregor Kasparov                      |                    |  |
| 2010        | Im Angesicht des Verbrechens     | Gangster russe - Andrej              | 9 épisodes         |  |
| 2010        | Fringe                           | Roland David Barrett                 |                    |  |
| 2012 - 2015 | The Gordin Cell                  | Yaakov "Yasha" Lundin                |                    |  |
| 2012        | Le Transporteur                  | Sergei Zarov                         |                    |  |
| 2013        | Grimm                            | Boris Myshkin                        |                    |  |
| 2013 - 2017 | Beauty and the Baker             | Tzvika Granot                        | 18 épisodes        |  |
| 2014        | Braquo,                          | Levani Jordania                      | 7 épisodes         |  |
| 2014        | Blacklist                        | Ivan                                 |                    |  |
| 2014        | Mentalist                        | Jan Nemic                            |                    |  |
| 2014        | Crisis                           | Boris Makarov                        |                    |  |
| 2015 - 2018 | Homeland,                        | Ivan Krupin, agent russe du SVR      | Rôle récurrent     |  |
| 2017        | Madam Secretary                  | Timur Soroka                         |                    |  |
| 2017        | Transparent                      | Nitzan                               | 4 épisodes         |  |
| 2018        | Barry                            | Vacha / Ruslan                       | Rôle récurrent     |  |
| 2018        | S.W.A.T.                         | Cohen                                |                    |  |
| 2018        | Saison 8 d'American Horror Story | Le Tsar Nicholas II                  |                    |  |
| 2019        | For All Mankind                  | Mikhail Mikhailovich Vasiliev        | 2 épisodes         |  |
| 2020        | The New Pope,                    | L'ambassadeur Bauer                  |                    |  |
| 2020        | Away                             | Misha Popov                          |                    |  |
| 2022        | Litvinenko                       | Alexender Goldfarb                   | 4 épisodes         |  |
| 2025        | Zero Day                         | Natan                                |                    |  |